# Glogn
Le Glogn est une rivière suisse, et un affluent du Rhin antérieur.

## Étymologie
Son nom est en Romanche, il est aussi employé Glenner en Allemand.